# Estação Vila Oeste
Vila Oeste é uma estação da Linha 1 do Metrô de Belo Horizonte. Localizada entre os bairros Oeste e Jardinópolis, atende também aos moradores dos bairros Vila Oeste, Vista Alegre, Madre Gertrudes, Nova Gameleira e Cabana do Pai Thomás.

## Estrutura
A estação possui acessos pelos dois lados dos trilhos. 
Pelo bairro Vila Oeste, o acesso é feito por uma passarela na Rua Sacadura Cabral. 
Já pelo bairro Jardinópolis, há dois acessos na Rua Quilombo, contendo uma rampa coberta acessível para pessoas com mobilidade reduzida, duas escadas fixas também cobertas, além de um elevador também para acesso de pessoas com mobilidade reduzida.

## Arredores
CEFET-MG (Campus II) - 300 m
Hotel Intercity - 200 m